# Dwór w Dzbanowie
Dwór w Dzbanowie – zabytkowy dwór wzniesiony w połowie XVIII wieku. W XIX i XX wieku w budynku mieszkali dzierżawcy majątku, obecnie jest własnością prywatną.

## Położenie
Barokowy dwór znajduje się w Dzbanowie – wsi w Polsce, położonej w województwie dolnośląskim, w powiecie ząbkowickim, w gminie Bardo.

## Historia
Dwór w Dzbanowie został wzniesiony w połowie XVIII wieku. W XIX i pierwszej połowie XX wieku budynek był siedzibą dzierżawców majątku rodziny Hohenzollernów. Decyzją wojewódzkiego konserwatora zabytków z dnia 8 października 1966 roku dwór został wpisany do rejestru zabytków. Obecnie jest własnością prywatną.

## Architektura
Dwór jest piętrową budowlą wzniesioną na planie prostokąta, nakrytą stromym dachem dwuspadowym. Ściany szczytowe są zwieńczone szczytami zdobionymi esownicami i spływami, oraz flankowane kamiennymi kwiatonami. Elewacje podzielono lizenami i gzymsami, wykonanymi w tynku. Okna są ujęte w proste opaski, łączące się z dekoracyjnymi płycinami podokiennymi. Do dwutraktowych wnętrz prowadzi portal z 1760 roku, z wizerunkiem Matki Boskiej Bardzkiej. W pomieszczeniach przyziemia zachowały się sklepienia kolebkowe z lunetami.

Do dworu przylegają zabudowania gospodarcze z XVIII wieku, ustawione wokół prostokątnego dziedzińca. Przed dworem, na skrzyżowaniu dróg znajduje się barokowa kapliczka słupowa pochodząca z pierwszej połowy XVIII wieku.

## Galeria

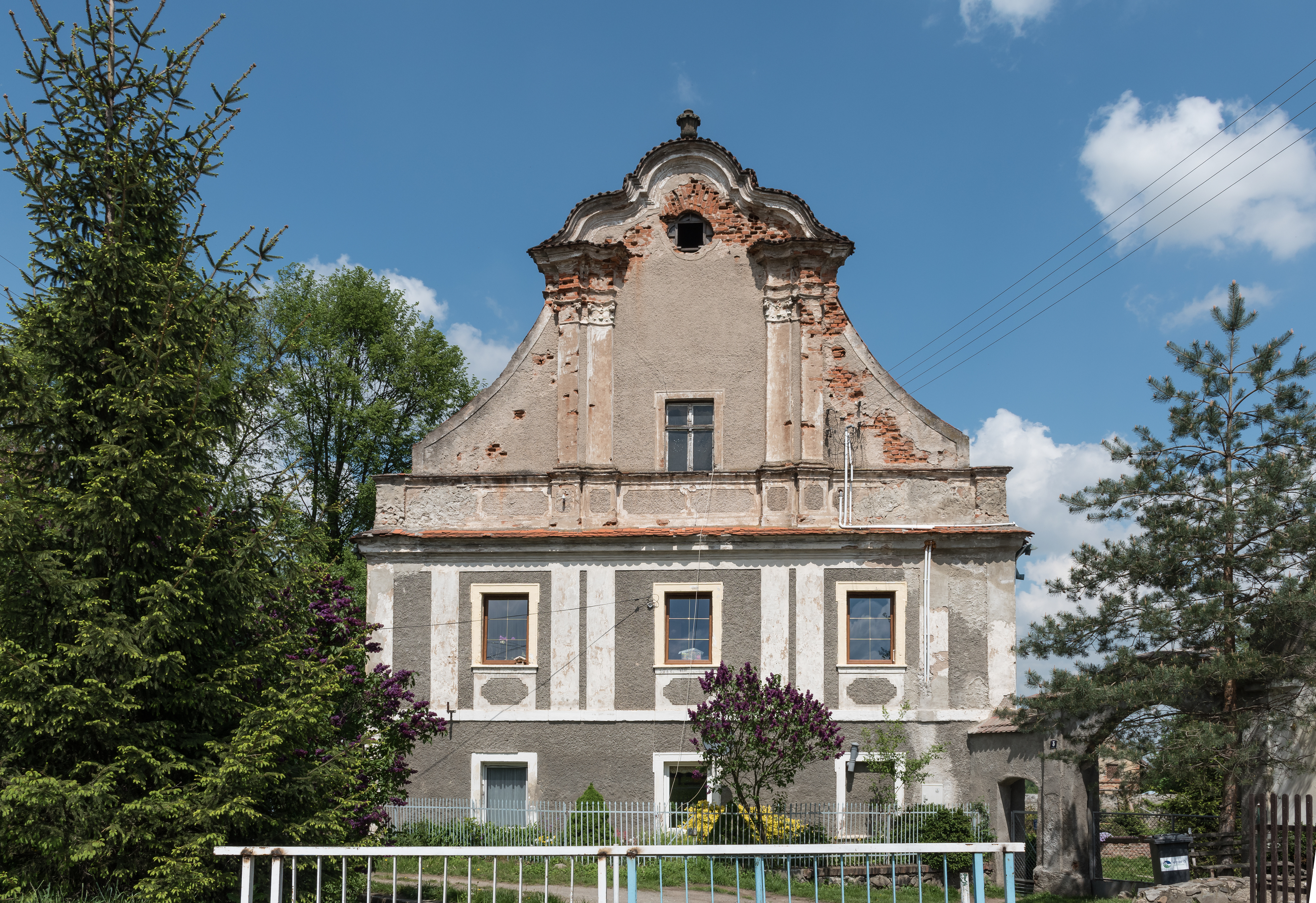
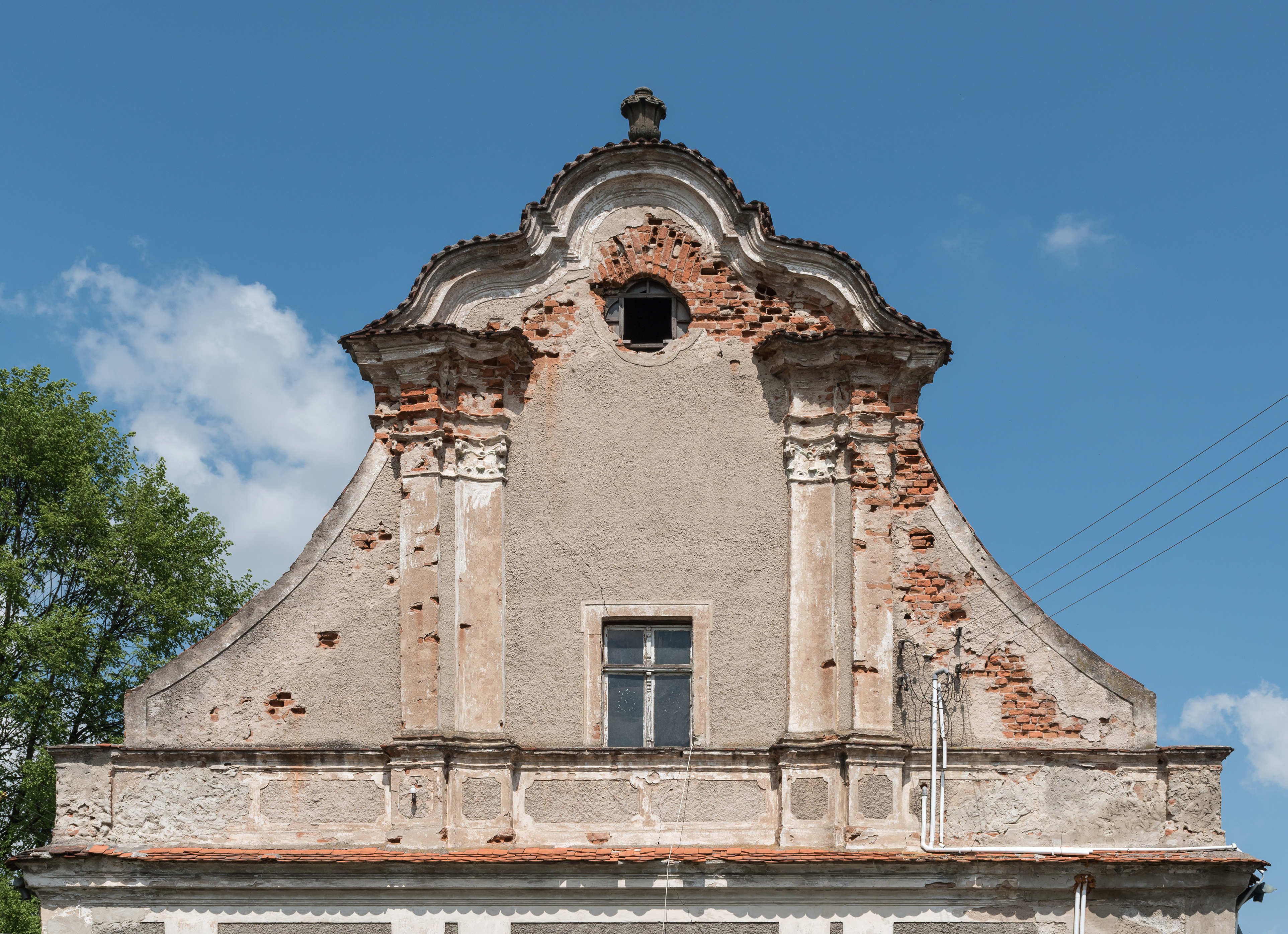
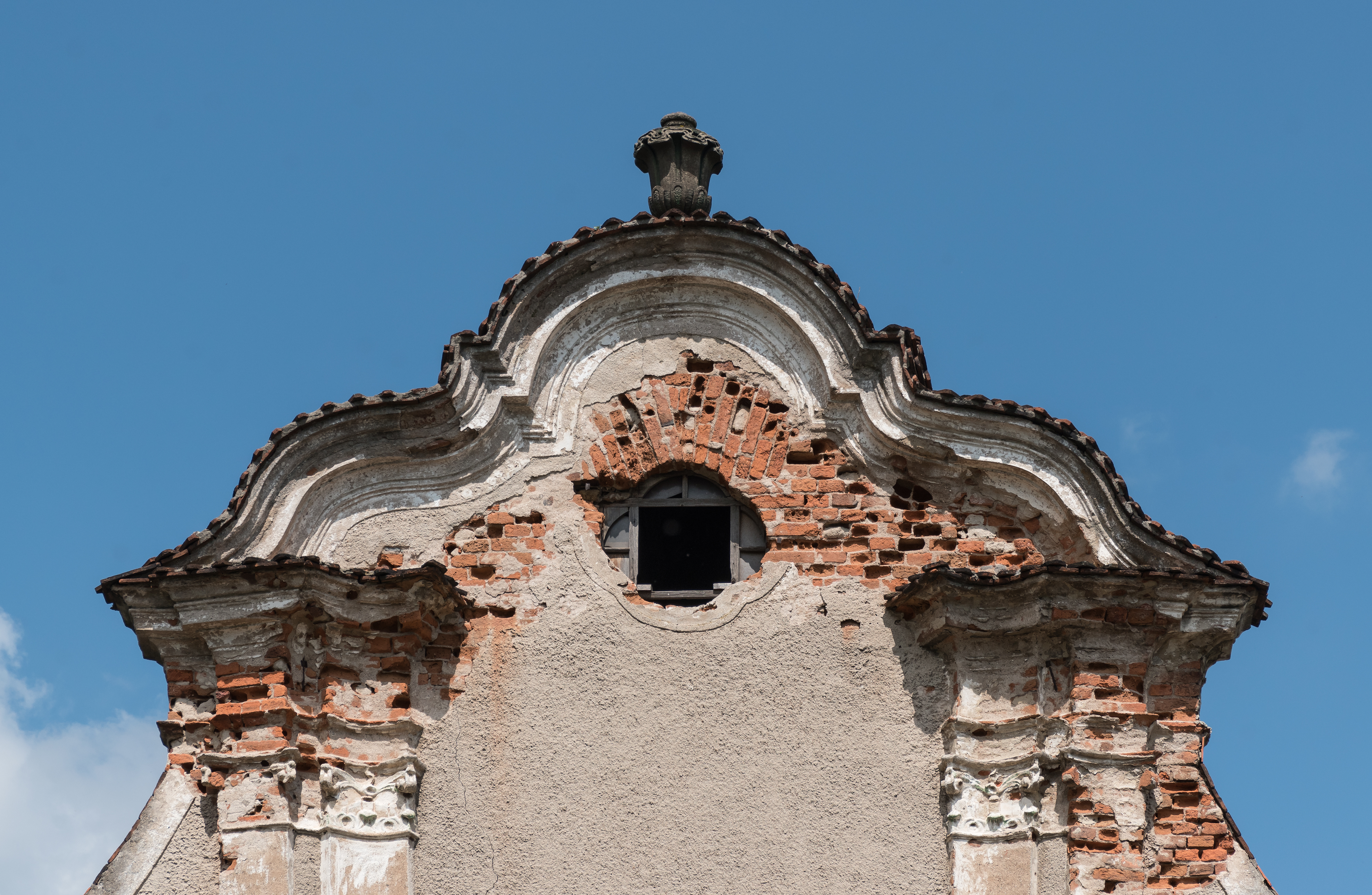
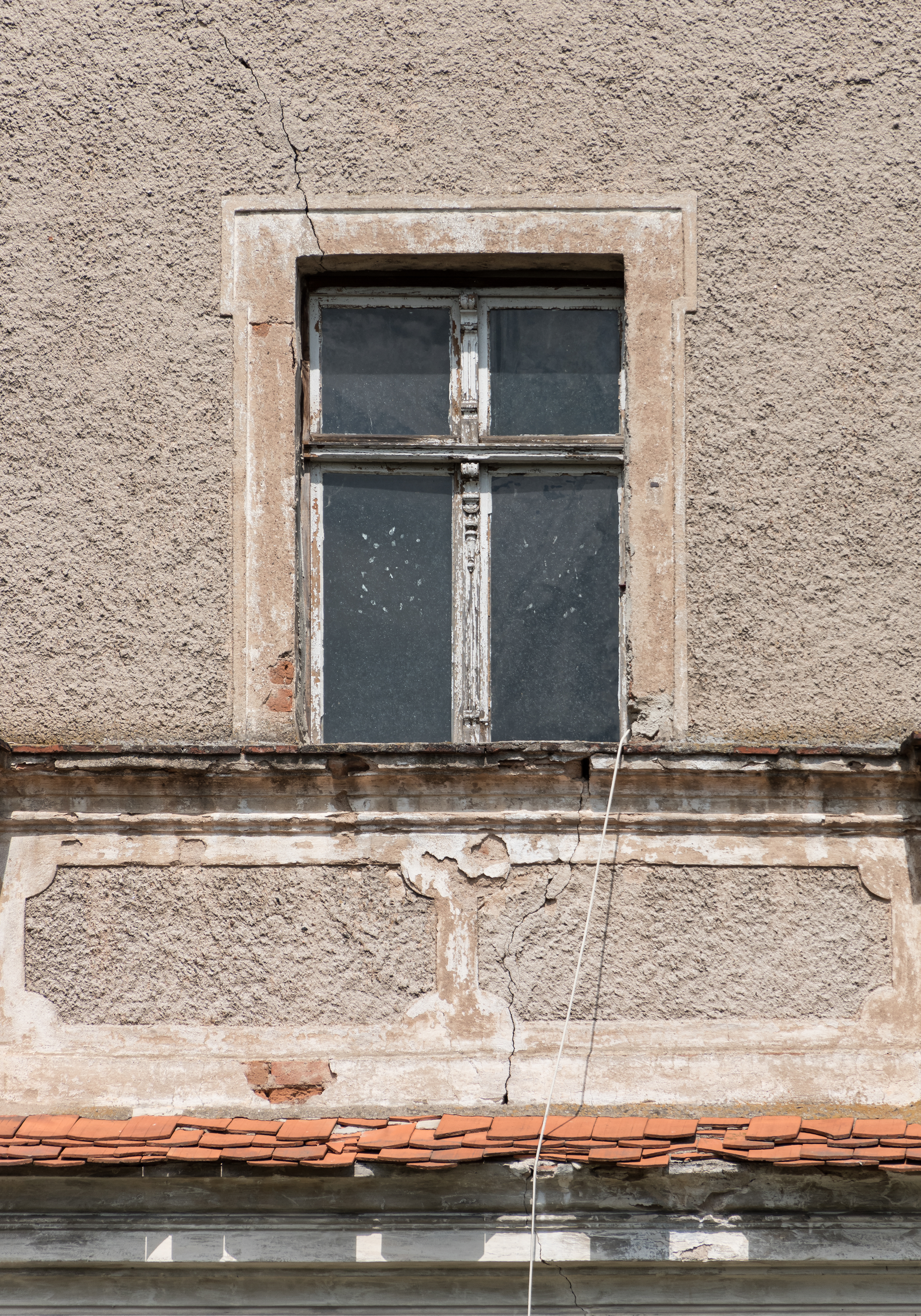
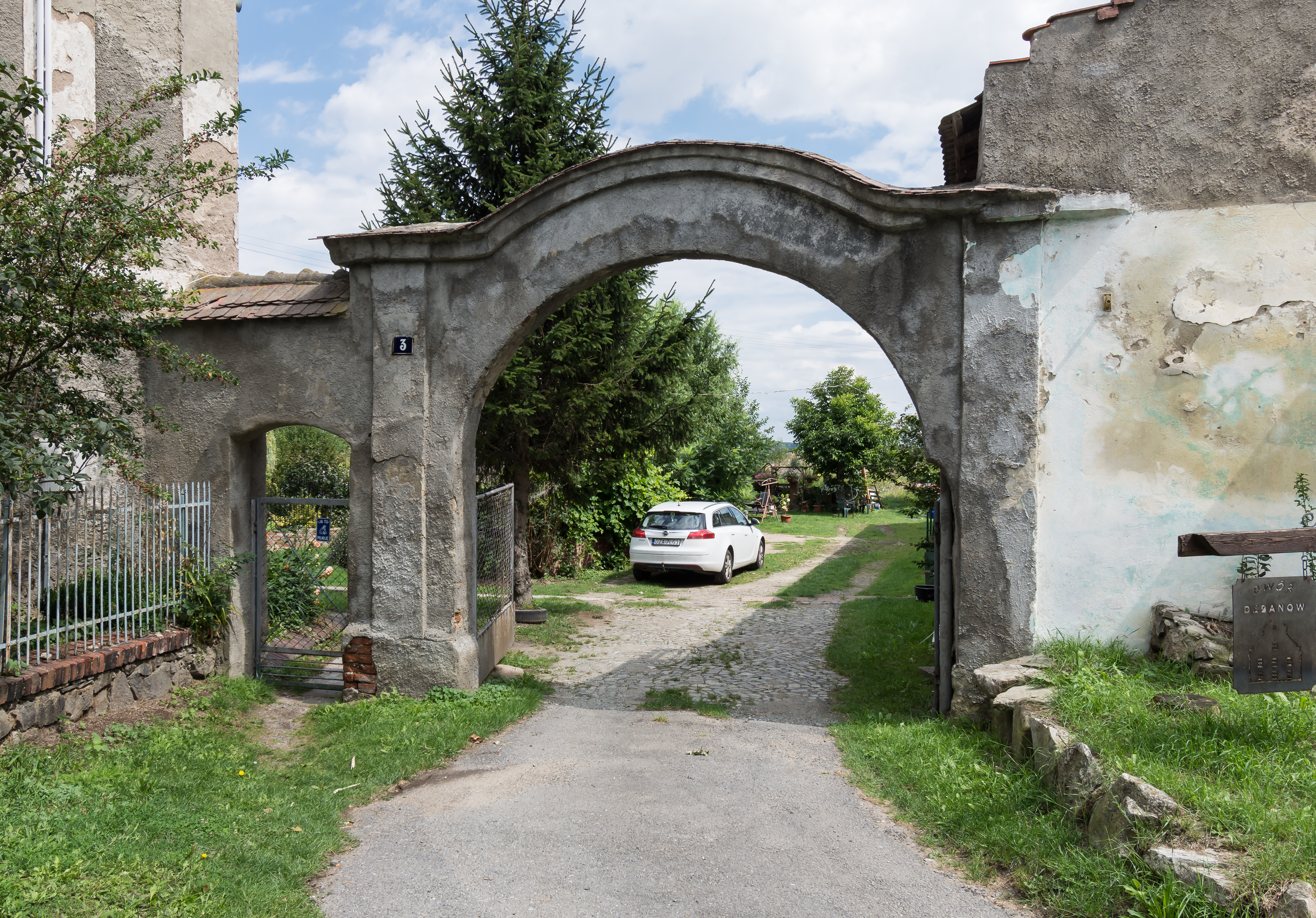